# Wild Child (film)
Wild Child is een film uit 2008 onder regie van Nick Moore.
De film is Natasha Richardsons laatste film. Richardson stierf na een ski-ongeval in 2009.

## Verhaal
Poppy is een tiener en haar moeder is vijf jaar geleden gestorven. Om die reden is de ooit zo lieve Poppy veranderd in een wilde rebel die niets anders doet dan feesten. Na meerdere waarschuwingen is haar vader haar gedrag zat en stuurt haar naar een kostschool in Engeland. Poppy vindt het hier verschrikkelijk. Ze kan zich moeilijk aanpassen aan de strenge regels en maakt moeilijk vrienden. Later krijgt ze vrienden en met hen verzint Poppy een plan om geschorst te worden. Ze verzinnen dat ze een relatie moet krijgen met Freddie, de zoon van de directrice. Relaties zijn namelijk verboden. Helaas wordt ze echt verliefd op hem en twijfelt ze of ze nog geschorst wil worden. Later kiest ze ervoor dat ze wil blijven, ook omdat ze heeft ontdekt dat haar moeder ook op die school heeft gezeten. Maar na een brand in de school, die overduidelijk is aangesticht, wordt Poppy verdacht.

## Rolverdeling
| Rol                     | Acteur                |
| ----------------------- | --------------------- |
| Poppy Moore             | Emma Roberts          |
| Freddie Kingsley        | Alex Pettyfer         |
| Mrs. Kingsley           | Natasha Richardson    |
| Harriet Bentley         | Georgia King          |
| Gerry Moore             | Aidan Quinn           |
| Kate                    | Kimberley Nixon       |
| Josie                   | Linzey Cocker         |
| Jennifer "Drippy" Logan | Juno Temple           |
| Camilla "Kiki"          | Sophie Wu             |
| Matron                  | Shirley Henderson     |
| Miss Rees-Withers       | Daisy Donovan         |
| Jane                    | Ruby Thomas           |
| Moss - Charlotte        | Eleanor Turner        |
| Ruby                    | Shelby Young          |
| Mr. Christopher         | Nick Frost            |
| Molly Moore             | Lexi Ainsworth        |
| Roddy                   | Johnny Pacar          |
| Samantha                | Romina Espinosa       |
| Ruthie [uncredited]     | Hallie Kate Eisenberg |